# NGC 2477
NGC 2477（Caldwell 71、Melotte 78）は、とも座の方角にある散開星団である。約300個の恒星を含む。1751年にニコラ・ルイ・ド・ラカーユが発見した。年齢は約7億歳と推定されている。

## 見た目
美しい星団であり、ほぼ満月ほどの大きさに広がる。「全天でトップの散開星団の1つ」と言われ、よく分離した球状星団のように見える。ロバート・バーナム・ジュニアは、同じとも座の散開星団であるM46よりも小さいが、より恒星の数が多くコンパクトにまとまっていると記している。

## 距離
バーナムは、いくつかの公表された距離を引用し、700パーセクから1900パーセクとしている。